# Espeletia
Espeletia là một chi thực vật có hoa trong họ Cúc (Asteraceae).

## Loài
Chi Espeletia gồm các loài: